# Charles Storm van 's Gravesande
Carel Nicolaas Storm van 's Gravesande (en français : Charles Storm van 's Gravesande) est un peintre, graveur et lithographe néerlandais, né à Bréda le 21 janvier 1841 et mort à La Haye le 7 février 1924. Proche de l'école de La Haye, il a peint des marines, des portraits d'intérieurs et des natures mortes.

## Biographie

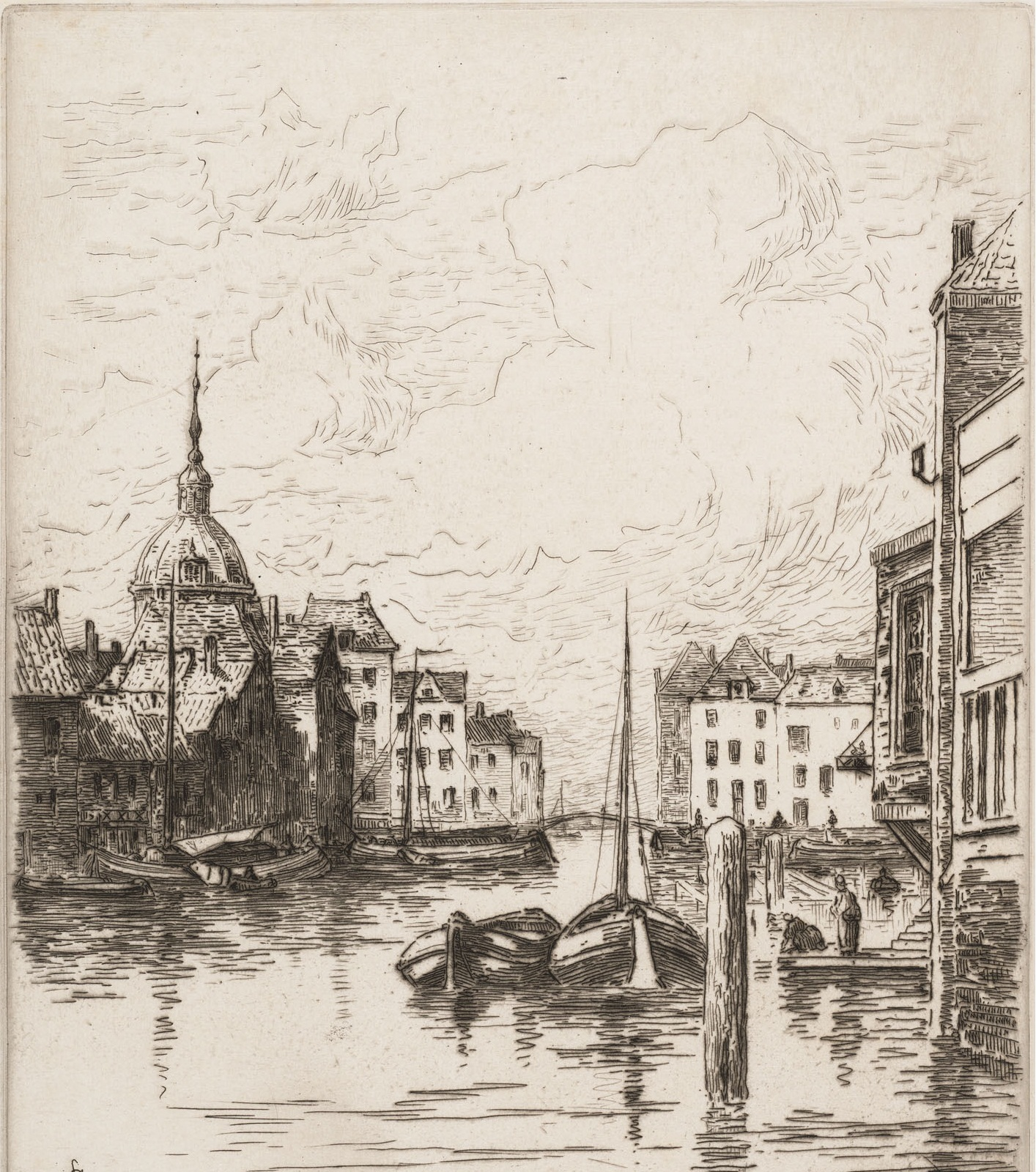
Vue du port de Dordrecht, eau-forte (suite Cadart, 1886).

Selon le RKD, Gravesande est issue d'une famille aisée : son père voulait qu'il étudie le droit, ce qu'il fit, et en 1865, il ressortit diplômé de l'université de Leyde. Trois ans plus tard, il part à Bruxelles, pour tenter d'y vivre de son art : il rencontre Willem Roelofs, Paul Gabriël and Félicien Rops avec lequel il se lie d'amitié.
Autodidacte, Gravesande retourne vivre à La Haye en 1893 et se rapproche de l'école de peinture locale, un groupe de peintres qui était influencé par l'école de Barbizon et devient membre du Pulchri Studio. Il voyage en Europe : Paris, Wiesbaden (durant deux ans), Cologne et Berlin.
À partir de 1894, il expose au salon du Champ-de-Mars et en 1900, il reçoit la médaille d'or pour ses peintures et travaux graphiques lors de l'exposition universelle de Paris. Il devient membre de la Société nationale des beaux-arts.
En 1902, quand James McNeill Whistler tomba malade à La Haye, Gravesande resta auprès de lui.

## Œuvre

### Peinture
Gravesande a exécuté de nombreuses toiles : ses scènes de genre les plus représentatives sont des portraits d'intérieurs.
Au début des années 1890, sans abandonner la gravure, Gravesande expose de plus en plus de dessins et d'aquarelles.
En 1908, il expose une nature morte, Oranges et mandarines lors de l'exposition industrielle internationale de Toulouse.

### Gravure

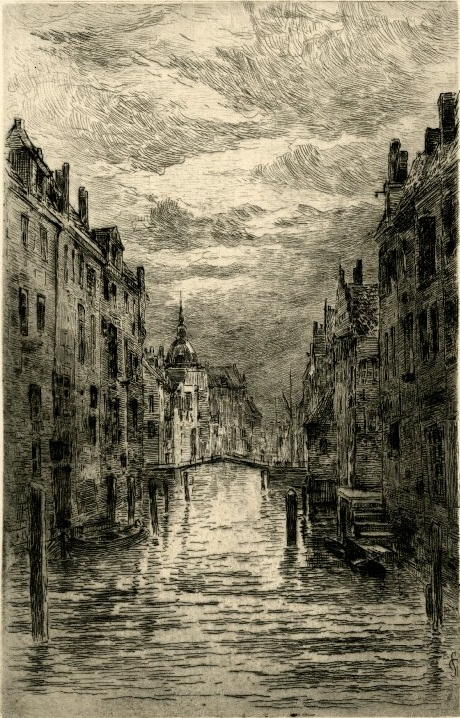
Canal à Dordrecht, eau-forte (Gesellschaft für Vervielfältigende Kunst, Vienne, 1892).

Selon Bailly-Herzberg, Gravesande a produit deux cent cinquante-sept eaux-fortes et pointes sèches, et sans doute autant de lithographies, dont quelques tirages sur aluminium, un procédé alors nouveau qu'il appelle l'« algraphie », .
C'est durant ses nombreux séjours en France qu'il commence à expérimenter la technique de l'eau-forte, conseillé dans un premier temps par Félicien Rops qu'il rencontra à Bruxelles en 1868. Ses premières planches, des paysages de Hollande, Belgique et Normandie, reflètent l'influence de Jongkind. La majorité de ses suites de gravures sont produites par la maison Cadart (Paris) telles Bateaux pêcheurs sur l'Escaut (1881), mais quelques-unes l'ont été par la maison Goupil ; par ailleurs, deux planches sont parues dans L'Eau-forte en... et trois dans L'Illustration nouvelle (1868-1881).
À partir de 1887, date à laquelle est organisée une grande rétrospective de ses gravures au musée de Boston, il produit essentiellement à destination du marché anglo-saxon, pour des marchands newyorkais comme Keppel, Wunderlich, ou Knoedler. Il connaît un certain succès en Allemagne dès 1873 et en Autriche avant 1914 où ses gravures intègrent les collections publiques.
Avec Willem Witsen, il est le cofondateur du Nederlandse Etsclub (Association des aquafortistes néerlandais).